# Mark Damon Espinoza
Mark Damon Espinoza (* 24. Juni 1960 in Beaumont, Texas) ist ein US-amerikanischer Schauspieler. Bekanntheit erlangte er vor allem durch die Rolle des Jesse Vasquez aus der Serie Beverly Hills, 90210.

## Leben und Karriere
Mark Damon Espinoza stammt aus Beaumont, in Texas und begann seine Schauspielkarriere am Theater, nachdem er die Circle in the Square Theatre School in New York City abschloss. Seine erste Bühnenrolle war die des Generals Santa Ana am Mary Moody Northern Amphitheater in Galveston im Jahr 1983. Später stand er auch am renommierten Goodman Theatre in Chicago auf der Bühne. Weitere Zusammenarbeiten erfolgten auch mit dem Internationalen Theater Frankfurt und mit der Oper Frankfurt.
Seit 1993 ist Espinoza auch in Film und Fernsehen aktiv. Seine erste Rolle übernahm er in dem Film Auf der Flucht. Noch im selben Jahr wurde er für die Rolle des Jesse Vasquez besetzt, den er bis 1995 in der Serie Beverly Hills, 90210 spielte. Seitdem ist Espinoza häufig in Gastrollen im US-Fernsehen zu sehen, etwa in Eine schrecklich nette Familie, New York Cops – NYPD Blue, The Agency – Im Fadenkreuz der C.I.A., Nip/Tuck – Schönheit hat ihren Preis, JAG – Im Auftrag der Ehre, Navy CIS, Numbers – Die Logik des Verbrechens, Moonlight, Psych, Without a Trace – Spurlos verschwunden, The Mentalist, Dr. House, Castle, Parenthood, Private Practice, Body of Proof, American Horror Story, Navy CIS: L.A., Perception, Intelligence, Scandal oder Criminal Minds.
2008 spielte Espinoza eine kleine Rolle als Agent Robert Aguilar in der Seifenoper Schatten der Leidenschaft. Von 2015 bis 2016 war er als Dr. Wolin in Reich und Schön zu sehen. Zwischen 2016 und 2017 folgte eine Nebenrolle in Major Crimes.

## Filmografie (Auswahl)
- 1993: Auf der Flucht (The Fugitive)
- 1993–1995: Beverly Hills, 90210 (Fernsehserie, 50 Episoden)
- 1995: Drohung aus dem Dunkeln (Terror in the Shadows, Fernsehfilm)
- 1995–1996: Eine schrecklich nette Familie (Married with Children, Fernsehserie, 2 Episoden)
- 1996: Caroline in the City (Fernsehserie, Episode 2x07)
- 1998: Trinity (Fernsehserie, Episode 1x03)
- 1999: Eastside – Auf welcher Seite stehst Du (Eastside)
- 1999: Boondoggle
- 2002: New York Cops – NYPD Blue (NYPD Blue, Fernsehserie, Episode 10x06)
- 2002: Fastlane (Fernsehserie, Episode 1x06)
- 2003: The Agency – Im Fadenkreuz der C.I.A. (The Agency, Fernsehserie, Episode 2x17)
- 2003: Nip/Tuck – Schönheit hat ihren Preis (Nip/Tuck, Fernsehserie, Episode 1x04)
- 2003: The Lyon’s Den (Fernsehserie, Episode 1x01)
- 2004: JAG – Im Auftrag der Ehre (JAG, Fernsehserie, Episode 9x15)
- 2004: Strong Medicine: Zwei Ärztinnen wie Feuer und Eis (Strong Medicine, Fernsehserie, Episode 5x18)
- 2005: Navy CIS (NCIS, Fernsehserie, Episode 2x11)
- 2005: Numbers – Die Logik des Verbrechens (Numb3rs, Fernsehserie, Episode 2x10)
- 2007: Moonlight (Fernsehserie, Episode 1x08)
- 2008: Big Shots (Fernsehserie, 2 Episoden)
- 2008: Psych (Fernsehserie, Episode 3x04)
- 2008: Days of Wrath
- 2008: Without a Trace – Spurlos verschwunden (Without a Trace, Fernsehserie, Episode 7x05)
- 2008: Schatten der Leidenschaft (The Young and the Restless, Fernsehserie, 5 Episoden)
- 2008: The Mentalist (Fernsehserie, Episode 1x10)
- 2010: Gerald
- 2010: Dr. House (House M.D., Fernsehserie, Episode 6x13)
- 2010: Castle (Fernsehserie, Episode 2x16)
- 2010: Parenthood (Fernsehserie, Episode 1x09)
- 2010: Zeit der Sehnsucht (Days of Our Lives, Fernsehserie, 3 Episoden)
- 2011: Private Practice (Fernsehserie, Episode 4x20)
- 2012: Body of Proof (Fernsehserie, Episode 2x15)
- 2012, 2015: Scandal (Fernsehserie, 2 Episoden)
- 2013: American Horror Story (Fernsehserie, 2 Episoden)
- 2013: Navy CIS: L.A. (NCIS Los Angeles, Fernsehserie, Episode 4x20)
- 2014: Perception (Fernsehserie, Episode 2x11)
- 2014: Intelligence (Fernsehserie, Episode 1x12)
- 2014: Gunshot Straight
- 2015: The Carmichael Show (Fernsehserie, Episode 1x03)
- 2015–2016: Reich und Schön (The Bold and the Beautiful, Fernsehserie, 7 Episoden)
- 2016: Secrets and Lies (Fernsehserie, 2 Episoden)
- 2016–2017: Major Crimes (Fernsehserie, 7 Episoden)
- 2017: Sweet/Vicious (Fernsehserie, 2 Episoden)
- 2018: SEAL Team (Fernsehserie, Episode 1x12)
- 2018: Criminal Minds (Fernsehserie, Episode 13x13)
- 2018–2019: Mayans M.C. (Fernsehserie, 3 Episoden)
- 2019: S.W.A.T. (Fernsehserie, Episode 2x22)
- 2019: American Exit
- 2020: Paper Tiger
- 2022: The Endgame (Fernsehserie)